# Kolumbianisches Eichhörnchen
Das Kolumbianische Eichhörnchen (Sciurus pucheranii) ist eine Hörnchenart aus der Gattung der Eichhörnchen (Sciurus). Es kommt in den kolumbianischen Anden im Norden Südamerikas vor.

## Merkmale
Das Kolumbianische Eichhörnchen erreicht eine Kopf-Rumpf-Länge von etwa 14,0 bis 18,4 Zentimetern, hinzu kommt ein etwa 11,9 bis 16,0 Zentimeter langer Schwanz. Das Gewicht beträgt 100 bis 146 Gramm. Die Rückenfärbung ist rotbraun, teilweise mit einem dunklen Mittelstreifen entlang der Wirbelsäule. Die Bauchseite ist grau bis gelb gefärbt. Die Schwanzhaare sind sowohl an der Ober- wie an der Unterseite schwarz und haben weiße Spitzen, wodurch eine weiße Frostung entsteht. Einige Individuen besitzen einen Fleck aus schwarzen Haaren auf der Stirn. Das Fell der Tiere ist sehr weich und dicht, die Ohren sind nur leicht behaart.

## Verbreitung
Das Kolumbianische Eichhörnchen kommt endemisch in den kolumbianischen Anden im Norden Südamerikas vor.

## Lebensweise
Das Kolumbianische Eichhörnchen lebt in den Bergwaldgebieten der Anden und deren Umgebung in Höhen von 2200 bis 3500 Metern. Über die Lebensweise der Tiere liegen nur sehr begrenzte Daten und Beobachtungen vor. Es ist wie andere Eichhörnchen tagaktiv und lebt in den Bäumen. Mit dem sehr dichten Fell sind die Tiere an die kalten und feuchten Klimate der Höhenlagen ihres Lebensraumes angepasst. Die Wälder des Verbreitungsgebietes sind dicht und erreichen Höhen von bis zu 35 Metern. Teilweise stehen die Tiere in Konkurrenz zu den größeren Rotschwanzhörnchen (S. granatensis) und werden von diesen von Harzquellen vertrieben.

## Systematik
Das Kolumbianische Eichhörnchen wird als eigenständige Art innerhalb der Gattung der Eichhörnchen (Sciurus) eingeordnet, die aus fast 30 Arten besteht. Die wissenschaftliche Erstbeschreibung stammt von Leopold Fitzinger aus dem Jahr 1867, der die Art anhand von Individuen aus der Region nahe Bogotá in Kolumbien beschrieb.
Innerhalb der Art werden mit der Nominatform drei Unterarten unterschieden:
- Sciurus pucheranii pucheranii: Nominatform; Die Tiere kommen im Bereich der kolumbianischen Hauptstadt Bogotá und in den östlichen Anden vor. Die dunkle Mittellinie fehlt in der Regel, die Bauchseite ist bräunlich eingefärbt mit einer sandfarbenen Brustregion.
- Sciurus pucheranii caucensis: in den westlichen kolumbianischen Anden. Die dunkle Mittellinie fehlt in der Regel, die Bauchseite ist bräunlich eingefärbt mit einer oliv- bis sandfarbenen Einwaschung.
- Sciurus pucheranii medellinensis: der Typus stammt aus der Region nahe der Stadt Medellín. Die Tiere haben in der Regel eine gut ausgebildete dunkle Mittellinie und die Bauchseite ist weißlich.

## Status, Bedrohung und Schutz
Das Kolumbianische Eichhörnchen wird von der International Union for Conservation of Nature and Natural Resources (IUCN) aufgrund unzureichender Daten zu den Beständen, zur Taxonomie und zu den ökologischen Bedürfnissen nicht in eine Gefährdungskategorie eingeordnet, sondern als „data deficient“ gelistet.
In den kolumbianischen Anden kommt es zu zunehmender Fragmentierung der Wälder aufgrund von Holzeinschlägen, andernorts sind Aufforstungsprojekte vorhanden. Eine gezielte Bejagung der Tiere ist aufgrund der geringen Größe unwahrscheinlich.

## Belege
1. 1 2 3 4 5 6 7  Richard W. Thorington Jr., John L. Koprowski, Michael A. Steele: Squirrels of the World. Johns Hopkins University Press, Baltimore MD 2012, ISBN 978-1-4214-0469-1, S. 65–66.
2. 1 2  Sciurus pucheranii in der Roten Liste gefährdeter Arten der IUCN 2015.3. Eingestellt von: G. Amori, J. Koprowski, L. Roth, 2008. Abgerufen am 14. November 2015.
3. 1 2  Sciurus pucheranii In: Don E. Wilson, DeeAnn M. Reeder (Hrsg.): Mammal Species of the World. A taxonomic and geographic Reference. 2 Bände. 3. Auflage. Johns Hopkins University Press, Baltimore MD 2005, ISBN 0-8018-8221-4.